# Almançor ibne Bologuine
Almançor ibne Bologuine (em árabe: المنصور بن بلوجن; romaniz.: al-Mansur ibn Buluggin) foi emir do Reino Zírida da Ifríquia e Magrebe Central e neto do fundador da dinastia zírida, Ziri ibne Manade. Governou entre 984, em sucessão de seu pai Bologuine ibne Ziri, e 996, quando faleceu e foi sucedido por seu filho Badis.

## Vida

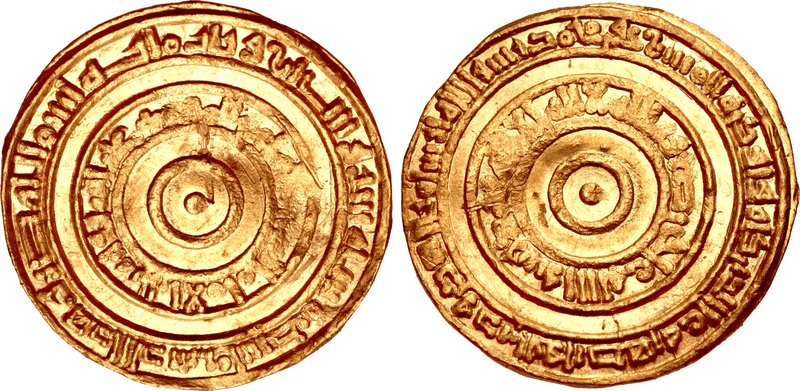
Dinar do califa Alaziz r.

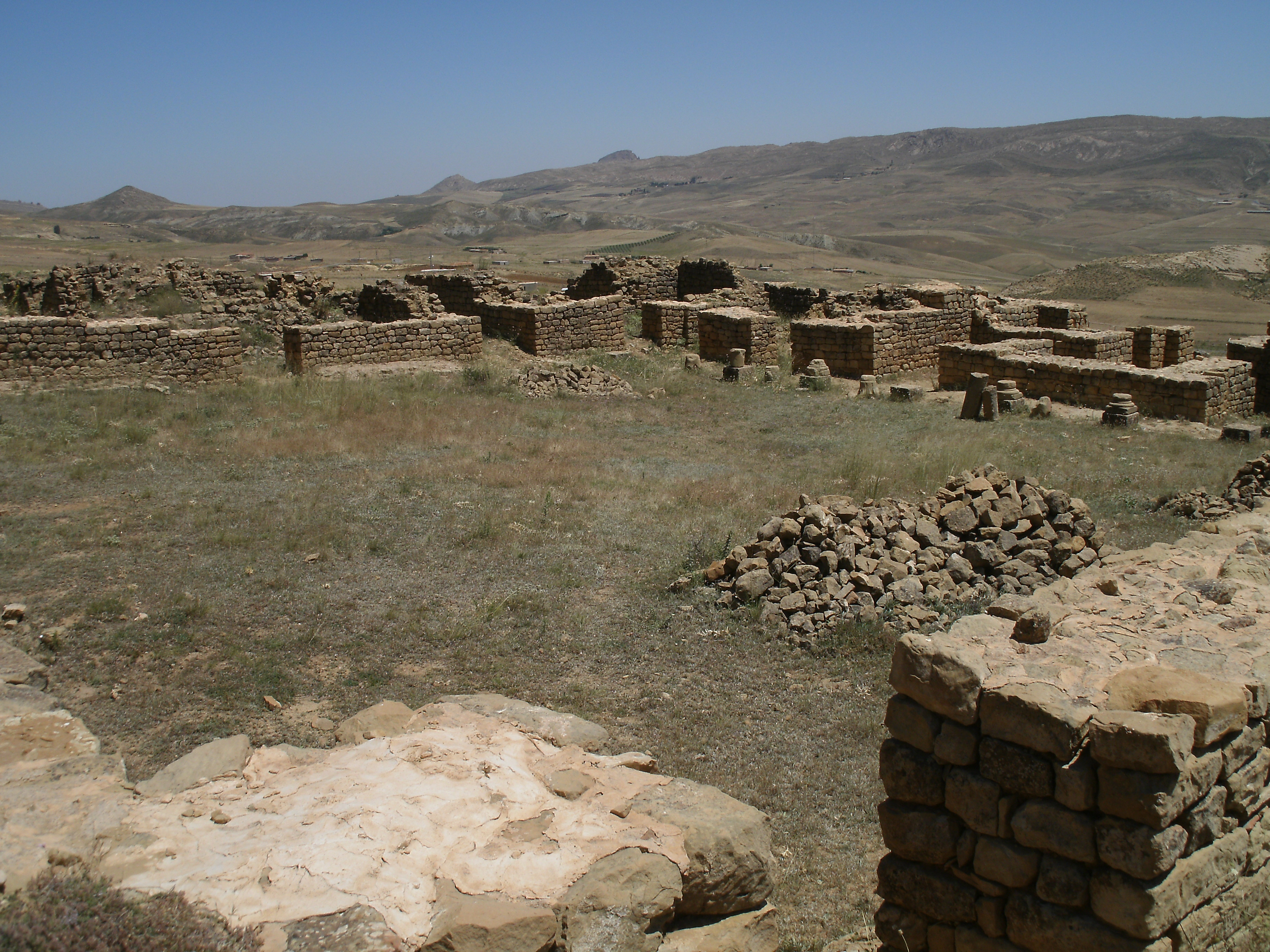
Ruínas de Achir

Almançor era filho de Bologuine ibne Ziri, o primeiro emir do Reino Zírida. Seu pai faleceu em 25 de maio de 984 e ele o sucedeu. Segundo ibne Caldune, assim que Bologuine faleceu, seu liberto Abu Zogbel notificou Almançor do ocorrido e o último logo assumiu o comando dos sanhajas e partiu de Achir, onde era governador, e se dirigiu a Sabra, perto de Cairuão, onde o califa Alaziz (r. 975–996) nomeou-o governador da Ifríquia e Magrebe em nome do Califado Fatímida, sob as mesmas condições de seu pai. Diferente de seu pai que era fiel ao califado e governante vassalo do califa, Almançor agiu como governante independente. Logo que assumiu, declarou aos notáveis de Cairuão: "Não sou um daqueles que foram nomeados e demitidos pelo golpe da caneta, pois herdei o reino de meu pai e ancestrais." Além disso, em data incerta, construiu um palácio em Mançoria, uma das antigas capitais do Califado Fatímida na Ifríquia.
Almançor recebeu presentes expedidos por um país do Sudão, cujo nome as fontes não citam, mas que provavelmente era o Império de Canem. Sob seu reinado, nomeou seus parentes como governadores: Hamade no Magrebe Central; Abul Biar em Tierte (em 984) e Ituefete em Achir (em 984). Em 984/985, enviou Ituefete ao Magrebe Ocidental com um exército para expulsar de Sijilmassa e Fez os zenetas magrauas que conquistaram essas cidades, mas com a derrota de Ituefete, Almançor desiste de suas expedições contra os zenetas e permitiu que seus senhores estabelecessem sua autoridade ali. Ele então foi para Racada, onde recebeu notícias de que Abedalá ibne Maomé Alcatibe, que fora nomeado governador de Cairuão por Bologuine, estava causando problemas. Almançor o subjugou e matou em 987/988, substituindo-o por Iúçufe ibne Abu Maomé.
Várias revoltas eclodiram entre os cotamas, cujos líderes foram mortos e os rebeldes foram severamente castigados. Quando a tribo foi submetida, colocou-a sob controle sanhaja. Em 989/990, enquanto prosseguia sua guerra contra os zenetas, Saíde ibne Cazerune abandonou-os e bandeou para Almançor, que o recebeu com muita honra, encheu-o de presentes, deu o governo de Tobuna e cedeu a mão de sua filha ao filho de Saíde. No mesmo tempo, Abul Biar revoltou-se contra Almançor, mas com sua aproximação Abul Biar fugiu ao Magrebe. Almançor continuou a persegui-lo, anistiou os habitantes de Tierte e então voltou quando suas provisões estavam baixas. Abul Biar contactou o hájibe Almançor do Califado de Córdova, que pediu que o zeneta Ziri ibne Atia o apoiasse. Em 992/993, se desentenderam e Abul Biar voltou para sua família. Ao chegar em Cairuão, Almançor recebeu-o com honras e presentes e repôs-o como governador de Tierte. Almançor faleceu em 995 ou mais certamente em março de 996.